# Štěpánov (Lukov)
Štěpánov je vesnice, část obce Lukov v okrese Teplice. Nachází se na jižním úbočí Štěpánovské hory, asi 1,5 km na severozápad od Lukova. V roce 2011 zde trvale žilo 69 obyvatel.
Štěpánov leží v katastrálním území Štěpánov u Lukova o rozloze 3,36 km².

## Název
Výklad významu jména Štěpánov je jednoduchý. Má původ v osobním jménu Štěpán a znamenalo Štěpánův – dvůr. Jméno Štěpán má původ v řečtině. Řecký pojem „stephanos“ znamená věnec pro vítěze. Štěpán pak je ten, který je věncem ozdobený a znamená totéž co latinské Victor – vítěz.

## Historie
Z počátku měla každá ze vsí jiné osudy, teprve od počátku 16. století sdílejí dějiny lobkovického panství Bílina.
O Štěpánovu není žádných zpráv až do roku 1470. Tehdy Anežka z Landštejna jako vdova po Hanušovi z Koldic spravovala zástavní manské panství Krupka a Bílina jako poručník svých nezletilých synů Těmy a Albrechta. Společně s nimi v roce 1470 koupila části vsi Radovesice a ves Štěpánov a připojila je panství Bílina. U Bíliny zůstaly Radovesice (zanikly v roce 1971, kdy musely ustoupit Radovesické výsypce) i Štěpánov již napořád. Když mladí Koldicové dosáhli plnoletosti, převzal majetek Těma. Obtížnou finanční situaci se snažil řešit zástavou panství Bílina a Krupka. V roce 1495 uzavřel kupní smlouvu s Jindřichem z Vřesovic a zástava měla vypršet v roce 1501. Nedostatek finančních prostředků donutil Těmu z Koldic, aby využil nabídky Děpolta z Lobkovic, který za půjčený obnos chtěl získat Krupku s cínovými doly. Nakonec byla 29. června 1502 uzavřena kupní smlouva na panství Bílina, které jako manskou zástavu získal Děpolt z Lobkovic. Jemu nakonec král Vladislav Jagellonský 3. dubna 1513 propustil Bílinu z manství a dal mu ji do dědičného držení. Od té doby byla Bílina po dalších více než 300 let vlastnictvím rodu Lobkoviců.
Když se Eleonora Kateřina Karolína (1685–1720), dcera Václava Ferdinanda z Lobkovic, jako univerzální dědička panství Bílina, vdala (1703) za Filipa Hyacinta z Lobkovic, bylo její dědictví připojeno k majetkům roudnických Lobkoviců a zůstalo tak až do konce patrimoniální správy v roce 1850.

## Obyvatelstvo
Při sčítání lidu v roce 1921 zde žilo 89 obyvatel (z toho 46 mužů), z nichž byli čtyři Čechoslováci a 85 Němců. Všichni se hlásili k římskokatolické církvi. Podle sčítání lidu z roku 1930 měla vesnice 109 obyvatel: pět Čechoslováků, 103 Němců jednoho příslušníka jiné národnosti. Kromě jednoho člověka bez vyznání byli římskými katolíky.
|                                                                | 1869 | 1880 | 1890 | 1900 | 1910 | 1921 | 1930 | 1950 | 1961 | 1970 | 1980 | 1991 | 2001 | 2011 | 2021 |
| -------------------------------------------------------------- | ---- | ---- | ---- | ---- | ---- | ---- | ---- | ---- | ---- | ---- | ---- | ---- | ---- | ---- | ---- |
| Obyvatelé                                                      | 116  | 92   | 97   | 99   | 89   | 89   | 109  | 56   | 52   | 41   | 55   | 57   | 66   | 69   | 73   |
| Domy                                                           | 19   | 19   | 19   | 19   | 21   | 22   | 24   | 21   | —    | 14   | 18   | 24   | 21   | 24   | 27   |
| Počet domů z roku 1961 je zahrnut v domech místní části Lukov. |      |      |      |      |      |      |      |      |      |      |      |      |      |      |      |

## Obecní správa
Po zrušení patrimoniální správy se při sčítaní lidu v letech 1869–1910 Štěpánov byl osadou obce Radovesice, se kterým patřil nejprve do okresu Teplice, ale v letech 1900–1910 v okrese Duchcov. V letech 1921–1950 byl samostatnou obcí, se kterým patřily nejprve do okresu Duchcov, ale v roce 1950 v okrese Bílina. V letech 1960–1980 byl částí obce Lukov v okrese Teplice. Od 1. července 1980 do 31. prosince 1991 byl část obce Hrobčice v okrese Teplice. Od 1. ledna 1992 je znovu částí obce Lukov v okrese Teplice.

## Pamětihodnosti
Severně od vesnice se ve výběžku katastrálního území Radovesice u Bíliny nachází Štěpánovská hora. Na vrcholové ostrožně se dochovaly valy pravěkého hradiště Štěpánov z období štítarské kultury. Na jihozápadním úbočí hory se nachází přírodní památka Štěpánovská hora.